# قلعه کلشانه
قلعه کلشانه مربوط به دوره افشار است و در شهرستان عشق‌آباد، بخش مرکزی، روستای کلشانه واقع شده و این اثر در تاریخ ۲۶ اسفند ۱۳۸۶ با شمارهٔ ثبت ۲۲۱۳۰ به‌عنوان یکی از آثار ملی ایران به ثبت رسیده است.